# Шекеринецька сільська рада
Шекерине́цька сільська́ ра́да — колишній орган місцевого самоврядування в Ізяславському районі Хмельницької області. Адміністративний центр — село Шекеринці.

## Загальні відомості
Шекеринецька сільська рада утворена в 1944 році.
- Територія ради: 25,875 км²
- Населення ради: 848 осіб (станом на 2001 рік)

## Населені пункти
Сільській раді підпорядковані населені пункти:
- с. Шекеринці
- с. Нова Гутиська
- с. Стара Гутиська

## Склад ради
Рада складається з 14 депутатів та голови.
- Голова ради: Ковальчук Юрій Олексійович
- Секретар ради: Кругляк Лариса Іванівна

### Керівний склад попередніх скликань
| Прізвище, ім'я, по батькові | Основні відомості                                                               | Дата обрання | Дата звільнення |
| --------------------------- | ------------------------------------------------------------------------------- | ------------ | --------------- |
| Ковальчук Юрій Олексійович  | Сільський голова, 1963 року народження, освіта середня спеціальна, безпартійний | 26.03.2006   | 31.10.2010      |
| Ковальчук Юрій Олексійович  | Сільський голова, 1963 року народження, освіта середня спеціальна, безпартійний | 31.10.2010   |                 |

Примітка: таблиця складена за даними сайту Верховної Ради України

### Депутати
За результатами місцевих виборів 2010 року депутатами ради стали:

#### За суб'єктами висування
| Суб'єкт висування            | Кількість обраних депутатів | %    |
| ---------------------------- | --------------------------- | ---- |
| Самовисування                | 12                          | 85,7 |
| Соціалістична партія України | 2                           | 14,3 |

#### За округами
| № округу                     | Прізвище, ім'я, по батькові     | Дата визнання обраним | Освіта  | Партійна приналежність                        | Відомості про обраного депутата                             |
| ---------------------------- | ------------------------------- | --------------------- | ------- | --------------------------------------------- | ----------------------------------------------------------- |
| Соціалістична партія України |                                 |                       |         |                                               |                                                             |
| 1                            | Руй Володимир Григорович        | 04.11.2010            | середня | член Соціалістичної партії України            | КП «Шекеринці», директор                                    |
| 13                           | Базилюк Олег Іванович           | 04.11.2010            | вища    | член Соціалістичної партії України            | пенсіонер                                                   |
| Самовисування                |                                 |                       |         |                                               |                                                             |
| 2                            | Кругляк Лариса Іванівна         | 04.11.2010            | вища    | член Всеукраїнського об'єднання «Батьківщина» | Шекереницька сільська рада, секретар                        |
| 3                            | Грабовська Надія Миколаївна     | 04.11.2010            | середня | позапартійна                                  | тимчасово не працює                                         |
| 4                            | Тарасюк Володимир Михайлович    | 04.11.2010            | вища    | позапартійний                                 | ТОВ «Нива Поділля», агроном                                 |
| 5                            | Андрощук Світлана Ростиславівна | 04.11.2010            | вища    | позапартійна                                  | Шекеринецька загальноосвітня школа І-ІІІ ст., вчитель       |
| 6                            | Ткачук Василь Іванович          | 04.11.2010            | вища    | позапартійний                                 | Шекеринецький фельдшерсько-акушерський пункт, завідувач ФАП |
| 7                            | Ткачук Тетяна Вікторівна        | 04.11.2010            | вища    | позапартійна                                  | Шекереницька сільська рада, бухгалтер                       |
| 8                            | Безимський Віктор Тадеушович    | 04.11.2010            | середня | позапартійний                                 | ТОВ «Нива Поділля», шофер                                   |
| 9                            | Ткачук Тамара Петрівна          | 04.11.2010            | вища    | позапартійна                                  | Шекеринецька загальноосвітня школа І-ІІІ ст., директор      |
| 10                           | Семенюк Людмила Дмитрівна       | 04.11.2010            | вища    | позапартійна                                  | Шекеринецька загальноосвітня школа І-ІІІ ст., вчитель       |
| 11                           | Ткачук Валентина Вікторівна     | 04.11.2010            | вища    | позапартійна                                  | ТОВ «Нива Поділля», бухгалтер                               |
| 12                           | Герасименко Леонід Михайлович   | 04.11.2010            | середня | позапартійний                                 | пенсіонер                                                   |
| 14                           | Базилюк Володимир Вікторович    | 04.11.2010            | середня | позапартійний                                 | ТОВ «Нива Поділля», механізатор                             |